# Administrateur colonial
Pour les articles homonymes, voir Administrateur.
Un administrateur colonial est un haut fonctionnaire responsable de l'administration coloniale.
Les administrateurs coloniaux français étaient formés à l'École coloniale, devenue en 1934 l'École nationale de la France d'outre-mer.